# Hydroptila triloba
Hydroptila triloba är en nattsländeart som beskrevs av Douglas E. Kimmins 1957. Hydroptila triloba ingår i släktet Hydroptila och familjen smånattsländor. Inga underarter finns listade i Catalogue of Life.